# جدابة (السبرة)

تعديل مصدري - تعديل

جدابة هي إحدى قرى عزلة عروان بمديرية السبرة التابعة لمحافظة إب، بلغ تعداد سكانها 559 نسمة حسب تعداد اليمن لعام 2004.